# سانتا كروز دي بيزانا
بلدية سانتا كروز دي بيزانا (بالإسبانية: Santa Cruz de Bezana)‏، هي إحدى بلديات منطقة كانتابريا, المصنفة على أنها مقاطعة أيضاً، في شمال إسبانيا.
يبلغ عدد سكانها 8.828 نسمة وفقاً لإحصائية سنة (2002).